# 多收了三五斗
《多收了三五斗》，中国作家叶圣陶所著的短篇小说。
本篇小说发表在1933年7月1日在《文学》杂志创刊号上。1932年，各地粮食丰收，可是粮价太低，农民的贫困反而更加深重，本小说就描述了这种现状。

## 情节
乡里水稻大丰收，各地农民摇船到万盛米行粜米。本以为水稻丰收能卖个好价钱，结果米价只有五块，不及过去的一半。但因生活所迫，仍然要低价卖掉自己的大米。